# Käpp

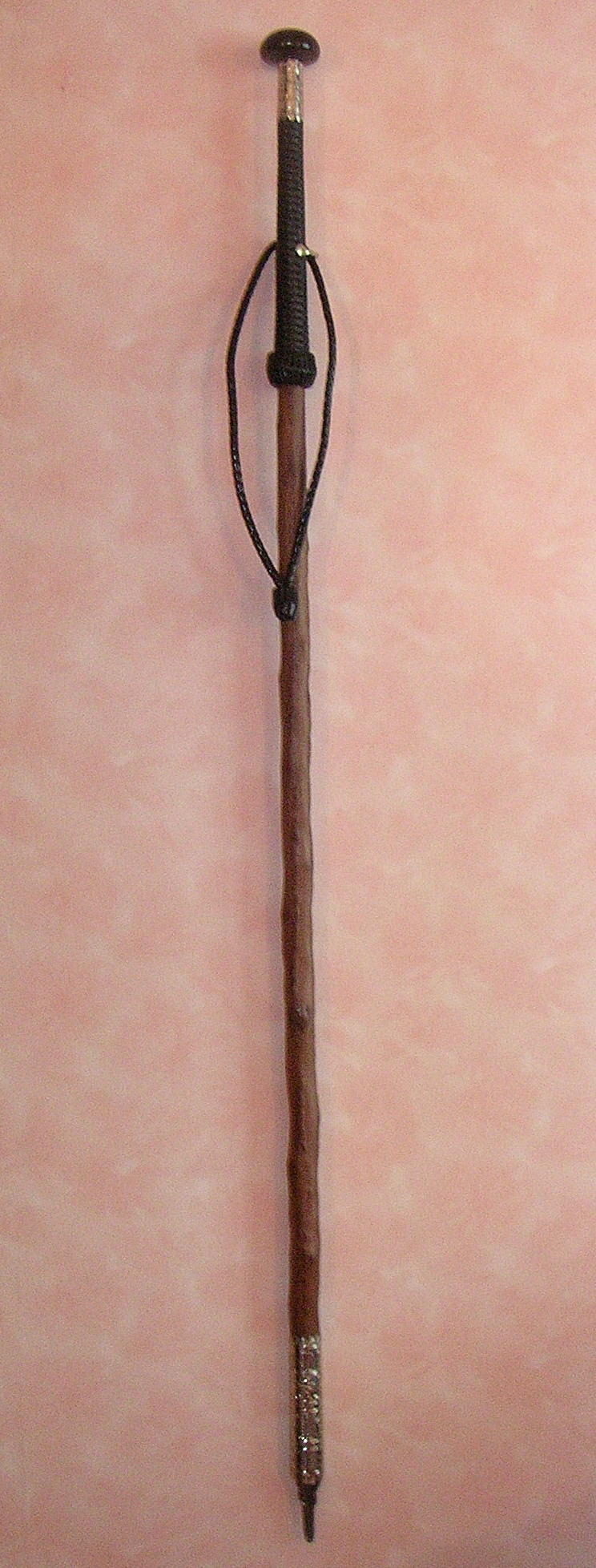
En makhila, en baskisk käpp.

Käpp är ett avlångt föremål oftast med runt eller kvadratiskt tvärsnitt, oftast av trä eller bambu, 2–3 cm tjockt och upp till ett par meter långt. En käpp kan vara naturvuxen eller tillverkad. Käppar används för en rad olika ändamål, som stöd för människor eller växter, för stakning i samband med byggnation eller alpin utförsåkning och annat. En käpp kan ingå i en konstruktion, exempelvis lekföremålet käpphäst.

## Exempel
Käpp är ett redskap som personer med gångsvårigheter, så som äldre, kan använda sig av som stöd. Blinda kan använda en vit käpp för att känna av eventuella hinder i sin väg. En promenadkäpp eller vandringsstav kan användas även av personer utan gångsvårigheter; de har blivit mindre vanliga men kan förekomma vid exempelvis vandring i kuperad terräng. I äldre tider var spatserkäpp i kostbara material och gärna med till exempel silverkrycka att hålla i ett vanligt attribut för välbeställda modemedvetna herrar i alla åldrar.
Käpp kallas ofta också inom alpin utförsåkning stavarna som placeras ut i till exempel en slalombana för åkarna att svänga runt på sin färd. Käpparna är vikbara så att man ska kunna tackla dem, d.v.s. gena med överkroppen innanför käppen medan fötterna och skidorna passerar på rätt sida. Käpparna skruvas fast i snön med ett redskap kallat skruvjärn efter att ett hål har borrats för käppen med en borrmaskin.
Käpp har även använts vid aga, se rotting.